# Arrondissement de Kyffhäuser

L'arrondissement de Kyffhäuser est un arrondissement  (« Landkreis » en allemand) de Thuringe (Allemagne).
Son chef-lieu est Sondershausen.

## Villes, communes & communautés d'administration
(nombre d'habitants au 31 décembre 2015)
| Villes 1. Artern (5 590) 2. Bad Frankenhausen (8 792) 3. Ebeleben (2 809) 4. Roßleben (5 065) 5. Sondershausen (22 039) 6. Wiehe (1 909) | Communes ¹ Commune autonome 1. Abtsbessingen (Stadt Ebeleben ¹) (462) 2. Bellstedt (Stadt Ebeleben ¹) (160) 3. Donndorf (Stadt Wiehe ¹) (809) 4. Freienbessingen (Stadt Ebeleben ¹) (212) 5. Helbedündorf (2 347) 6. Holzsußra (Stadt Ebeleben ¹) (276) 7. Kyffhäuserland (3 999) 8. Rockstedt (Stadt Ebeleben ¹) (219) 9. Thüringenhausen (Stadt Ebeleben ¹) (105) 10. Wolferschwenda (Stadt Ebeleben ¹) (136) |

Verwaltungsgemeinschaften
| 1. Verwaltungsgemeinschaft An der Schmücke (7 355) 1. Bretleben (541) 2. Etzleben (272) 3. Gorsleben (522) 4. Hauteroda (512) 5. Heldrungen, ville (2 282) 6. Hemleben (222) 7. Oberheldrungen (806) 8. Oldisleben (2198) 2. Verwaltungsgemeinschaft Greußen (9 192) 1. Clingen, ville (1 022) 2. Greußen, ville (3 610) 3. Großenehrich, ville (2 430) 4. Niederbösa (133) 5. Oberbösa (355) 6. Topfstedt (574) 7. Trebra (300) 8. Wasserthaleben (397) 9. Westgreußen (371) | 1. Verwaltungsgemeinschaft Mittelzentrum Artern (5 634) 1. Borxleben (281) 2. Gehofen (640) 3. Heygendorf (556) 4. Ichstedt (580) 5. Kalbsrieth (656) 6. Mönchpfiffel-Nikolausrieth (319) 7. Nausitz (180) 8. Reinsdorf (747) 9. Ringleben (819) 10. Voigtstedt (856) |